# Lensgreve
Titlen lensgreve er en praktisk primogenitur-betegnelse for grever med rang som lensbesiddere, i modsætning til øvrige grever. Titlen vandt for alvor indpas i midten af 1800-tallet, blev anvendt i Danmarks Adels Aarbog fra 1930'erne, og delvis i Hof- og Statskalenderen fra 1970'erne.
En  lensgreve har rang umiddelbart efter hertugen af Glücksbierg, begge i II nr. 2. Øvrige grever har rang i III klasse nr. 1. Værdigheden blev indført i 1671 ved en forordning om oprettelse af grevskaber og baronier. En lensgreve var oprindeligt en person, der af den danske konge formelt blev forlenet med et grevskab efter at have fremskaffet 2.500 tønder hartkorn, hvis areal var betinget af jordens bonitet. Efter lensafløsningen af bl.a. grevskaberne i 1920'erne, som de fleste lensgreveværdigheder var knyttet til, kunne nyderne af de af de af tidligere grevskaber udtrukne successorfonde fortsat kalde sig lensgrever. Da successorfondene imidlertid opløstes efter de to følgende generationer (typisk med afløserens sønnesøns død), uddør disse lensgrevetitler efterhånden. 
I 2020 levede endnu ti lensgrever af denne kategori, nemlig lensgreve Ahlefeldt-Laurvig (grevskabet Langeland 1672), lensgreve Wedell (grevskabet Wedellsborg 1672), lensgreve Reventlow (grevskabet Reventlow 1673), lensgreve Danneskiold-Samsøe (grevskabet Samsø 1695), lensgreve Knuth (grevskabet Knuthenborg 1714), lensgreve Bernstorff-Gyldensteen (grevskabet Gyldensteen 1720), lensgreve Schimmelmann (grevskabet Lindenborg 1781), lensgreve Schaffalitzky de Muskadell (grevskabet Muckadell 1784), lensgreve Bille Brahe Selby (grevskabet Brahesminde 1798) og lensgreve Lerche-Lerchenborg (grevskabet Lerchenborg 1818).
Der er imidlertid en del undtagelser, først og fremmest grev Ingolf af Rosenborg, tidligere Prins til Danmark, og grevinde Alexandra af Frederiksborg, tidligere Prinsesse af Danmark, som har rang i I klasse nr. 1, samt greverne af Monpezat, hvor efterkommere af HKH Prins Joachim i første led har rang i I klasse nr. 1, mens disses agnatiske efterkommere har rang som lensgrever i II klasse nr. 2. Desuden har alle grever Danneskiold-Samsøe rang i I klasse nr. 13, mens komtesserne har rang i II klasse nr. 2. Endvidere fortsætter de lensgreveværdigheder, som ikke var knyttet til et (dansk) grevskab, og som derfor ikke blev berørt af lensafløsningsloven af 1919, nemlig lensgreve Ahlefeldt (1672) af linjen Eskildsmark (nu i Argentina), lensgreve  Wedel-Jarlsberg  til det tidligere grevskab, nu stamhuset Jarlsberg i Norge, lensgreve Scheel (1725), lensgreve Schulin (1750), lensgreve Reventlow (1767) i Holsten, samt lensgreve Blücher af Altona (1818).
Endelig har samtlige grever af Holsteinborg (siden maj 1729), af Ahlefeldt (af ovennævnte sidenhen argentinske linje, siden juni 1729) og af Rosenborg (siden 1923) været benådet med rang som lensgrever (uden at føre primogeniturtitlen lensgreve), hvilket, som nævnt, også vil gælde efterfølgende generationer af greverne af Monpazat.